# Dieter-Lebrecht Koch
Dieter-Lebrecht Koch, né le 7 janvier 1953 à Weissenfels, est un homme politique allemand. Membre de l'Union chrétienne-démocrate d'Allemagne (CDU), il est député européen entre 1994 et 2019.